# Episodi di Paura di amare
Gli episodi della serie televisiva italiana Paura di amare avevano una durata simile a quella di un lungometraggio, e quindi occupavano una intera prima serata, contrariamente ad altre serie televisive in cui gli episodi duravano circa un'ora e quindi venivano trasmessi due alla volta in prima serata. La scrittrice del soggetto della serie Paura di amare è Maria Venturi.
| Stagione         | n° | Episodio unico di prima serata | Prima TV          |
| ---------------- | -- | ------------------------------ | ----------------- |
| Prima stagione   | 1  | Episodio 1x01                  | 28 novembre 2010  |
| Prima stagione   | 2  | Episodio 1x02                  | 5 dicembre 2010   |
| Prima stagione   | 3  | Episodio 1x03                  | 6 dicembre 2010   |
| Prima stagione   | 4  | Episodio 1x04                  | 12 dicembre 2010  |
| Prima stagione   | 5  | Episodio 1x05                  | 19 dicembre 2010  |
| Prima stagione   | 6  | Episodio 1x06                  | 20 dicembre 2010  |
| Seconda stagione | 1  | Episodio 2x01                  | 17 settembre 2013 |
| Seconda stagione | 2  | Episodio 2x02                  | 24 settembre 2013 |
| Seconda stagione | 3  | Episodio 2x03                  | 1º ottobre 2013   |
| Seconda stagione | 4  | Episodio 2x04                  | 8 ottobre 2013    |
| Seconda stagione | 5  | Episodio 2x05                  | 16 ottobre 2013   |
| Seconda stagione | 6  | Episodio 2x06                  | 22 ottobre 2013   |

## Episodio 1x01
- Diretto da: Vincenzo Terracciano.
- Scritto da: Maria Venturi, Gianfranco Clerici e Daniele Stoppa.

Trama
Torino. Emma Loi muore in un incidente stradale. Lascia il marito, Stefano, e i figli Carlotta e Tommy. Di ritorno da un viaggio di rfielssione, Stefano ritrova il cugino Carlo, la sorella Mirella e suo marito, il cognato Paride. Ma il rapporto con i suoi figli va sgretolandosi, quindi Carlotta scappa di casa. Incontra una barbona, che comincia a darle fastidio. In suo aiuto interviene una ragazza. Si chiama Asia Rossi, è orfana e ha sempre vissuto con sua nonna. Vorrebbe laurearsi in Medicina, ma non ha i soldi per pagarsi l'università. Comunque, Asia accompagna Carlotta al commissariato della zona. Stefano viene chiamato dalla polizia, e subito tra lui e la Rossi c'è una scontro, nonostante ormai Carlotta abbia instaurato un buon legame con Asia.
Convinta dalla sua migliore amica Simona, con la quale vive, Asia va ad una festa. Qui reincontra Stefano, che la avvicina per scusarsi per lo scontro avvenuto la prima volta che si sono visti. Stefano è attratto dalla giovane. Giorni dopo, la baby-sitter di Carlotta e Tommy cade da una scala, rompendosi una gamba. Carlotta convince quindi il padre ad assumere Asia, che subito viene contattata, e si trasferisce in villa Loi. Asia non va d'accordo col resto della servitù della casa, abituata a modi borghesi e ipocriti, ma lei si affeziona a Carlotta e Tommy. Un giorno sorprende Stefano suonare. L'uomo si era chiuso in una stanza e aveva ripreso in mano la sua chitarra elettrica. Questo suo lato giovanile avvicina Asia a lui. Stefano nel frattempo scopre gli illeciti che il padre defunto aveva commesso nella gestione del loro impero farmaceutico, la Loipharma. Lo scopre a causa di una ricatto, architettato da Elide, vedova di Tommaso Loi, fratello maggiore di Mirella e Stefano, ucciso anni prima. Con lei c'è Paride, il crudele marito di Mirella, la quale ha scoperto ormai da anni di non poter avere figli. Questo causa molti litigi all'interno della coppia, perché lei vorrebbe adottare un bimbo, idea che non piace a Paride. Intanto una donna straniera è in carcere. Il suo nome è Cecilia Colombo, è stata accusata dell'omicidio di Tommaso Loi, anche se lei si è sempre detta innocente. Giuliana, amica e corteggiatrice giornalista di Stefano, gli rivela della prossima scarcerazione della Colombo. Loi si arrabbia tantissimo, e confida, alla fine, ad Asia il suo odio verso l'assassina del fratello.

## Episodio 1x02
- Diretto da: Vincenzo Terracciano.
- Scritto da: Maria Venturi, Gianfranco Clerici e Daniele Stoppa.

Trama
Stefano e Asia discutono. La discussione si tramuta, però, in litigio, e Asia, arrabbiata, si licenzia. Sembra non voler tornare assolutamente sui suoi passi, la ragazza, ma Stefano la convince a rimanere con loro almeno per il week-end, perché lui avrà un incontro con un magnate russo, Kocheff, su uno yacht, per tentare un accordo tra le rispettive aziende. Elide e Paride, che vogliono impossessarsi della Loipharma, però, tramano un piano per far saltare l'accordo con Kocheff, il quale, alla fine, decide comunque di chiudere l'affare. Nella notte dei festeggiamenti per questo trionfo, Asia e Stefano si concedono ore di passione. Entrambi felice del loro amore, Stefano deve partire per Mosca, prima di ufficializzare il loro fidanzamento. Alla vigilia della sua scarcerazione, la Colombo rilascia un'intervista a Giuliana, in cui accenna involontariamente ad una figlia tenuta segreta. Giuliana decide di ampliare l'articolo concentrandosi su la figlia che Cecilia potrebbe aver avuto, scatenando in lei ira. Mirella conosce una ragazza incinta, che muore di parto. Addolorata, vorrebbe adottare il bambino. Ma suo marito Paride rifiuta la proposta. Tramite una registrazione molto vecchia, finita casualmente nelle sue mani, Asia vede che tra Emma, defunta moglie di Stefano, e suo cugino Carlo, c'è stata una relazione extraconiugale. Carlo prega la baby-sitter di non svelare al cugino la verità, e Asia acconsente. Ma il Loi, tornato dalla Russia, trova nel suo armadio una lettera, scritta da chissachi (non da Asia), che gli dice sua moglie Emma lo aveva tradito più volte, con un amante fisso. non Dice però il nome di questo. Stefano cade in una profonda crisi con se stesso.

## Episodio 1x03
- Diretto da: Vincenzo Terracciano.
- Scritto da: Maria Venturi, Gianfranco Clerici e Daniele Stoppa.

Trama
Oramai scoperto il tradimento della defunta Emma, Stefano si confida con Carlo, suo cugino, non sapevo, però, che era proprio lui l'amante di sua moglie. Arrabbiato, Stefano dice ad Asia di archiviare la notte d'amore passata assieme. Per questo lei si licenzia. Asia capisce di essere innamorata di Loi, e parla con Mirella. Intanto torna Roberto, ex fidanzato di Asia, decisa a riconquistarla. I due si baciano sotto gli occhi di Stefano. Ma anche lo stesso Loi è corteggiatissimo. Giuliana, giornalista, lo vuole far innamorare di sé. Paride, in accordo con la spietata Elide, per prendere possesso del pacchetto azionario della moglie Mirella, decide di acconsentire a realizzare il suo più grande desiderio: adottare un bambino. Purtroppo per Paride, però, durante una festicciola, Asia lo spia, sentendo qualcosa riguardo ad un complotto per prendere la Loipharma. Ne parla subito con Stefano, il quale non è disposto a crederle. Lo rivela, quindi, molto amareggiata, a Carlo. L'uomo, preoccupato per il destino dell'azienda di famiglia, decide di indagare, partendo per il Darfour. Nel frattempo Elide vuole un qualche scheletro nell'armadio di Stefano, ordina quindi a Paride di conoscere e conquistare Simona, la migliore amica di Asia. I due finiscono presto a letto, e lei, ormai cotta di Paride, gli rivela la storia tra la Rossi e il Loi. Elide, contenta del riscontro ottenuto dalla messa in scena del complice, svela a Giuliana la storia d'amore fra Stefano e la baby-sitter dei suoi figli. La giornalista, infuriata, scrive un articolo su i due, per screditarli. Quando Cecilia Colombo viene rilasciata dal carcere, la famiglia Loi si riempie di rabbia. Dopo l'ennesimo litigio, però, Asia e Stefano fanno l'amore, per la seconda volta. Simona, convinta della sua relazione con Paride, viene sentita da lui stesso. La ragazza, delusa, lo minaccia di rivelare del tradimento alla moglie Mirella. Paride picchia Simona e fugge. Simona, ferita, si rifugia dall'amica Asia, chiedendole aiuto. Elide, nel frattempo, è la più arrabbiata per il rilascio della Colombo. Il suo misterioso passato c'entra di certo con l'omicidio del marito Tommaso. La cosa più strana, però, è che Elide è anche conosciuta, da alcune persone, con la falsa identità di Sofia Calone.

## Episodio 1x04
- Diretto da: Vincenzo Terracciano.
- Scritto da: Maria Venturi, Gianfranco Clerici e Daniele Stoppa.

Trama